# うみんぴあ大飯

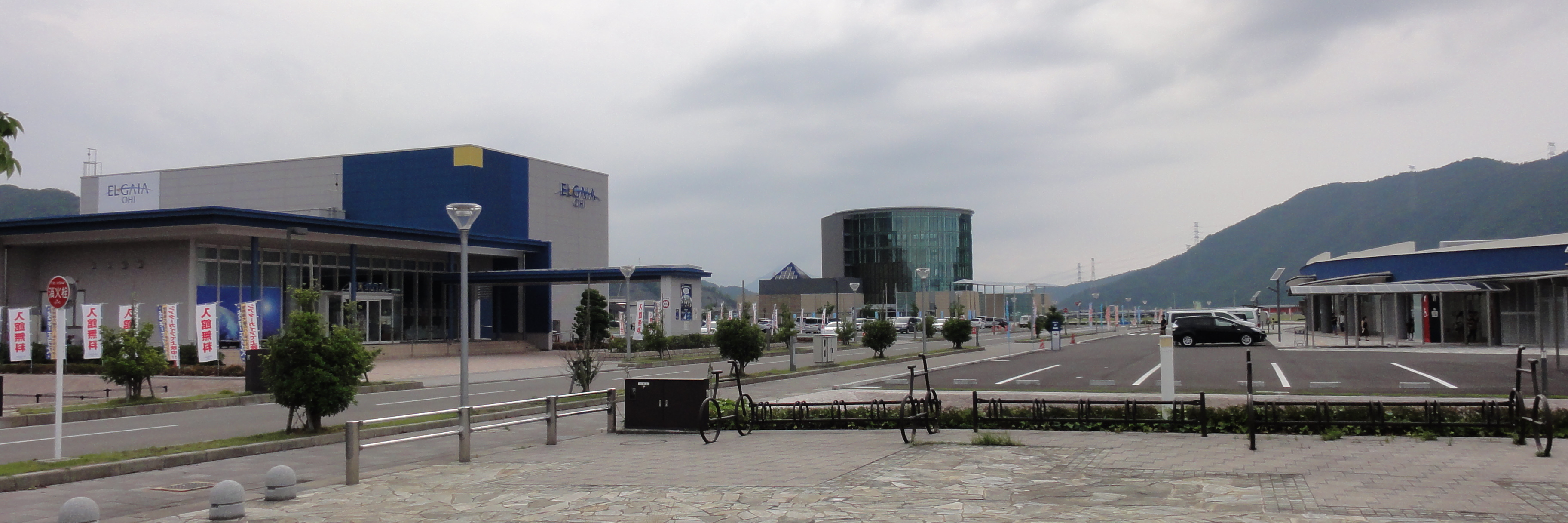
左：エルガイアおおい
中央：こども家族館
右：道の駅

うみんぴあ大飯（うみんぴあおおい）は、福井県大飯郡おおい町成海にある複合レジャー施設である。国道27号沿いに位置している。

## 概要
昭和61年、運輸省港湾局のすすめるコースタルリゾート構想を受け、電源立地のまちづくりの集大成として検討が始まり、町の魅力の増大による過疎対策、舞鶴若狭自動車道の残土を受け入れることによってその建設を推進することとして、公有水面の埋め立てを行い、平成13年に造成が完了した。
2007年（平成19年）4月にオープンしたうみんぴあ大飯マリーナは海の駅に登録。2012年（平成24年）4月に建設する交流施設が国土交通省北陸地方整備局がみなとオアシスに、同年9月に同省近畿地方整備局が道の駅にそれぞれ登録している（同一施設が道の駅・海の駅・みなとオアシスの代表施設の三重登録をしているのは、全国でも当施設と兵庫県相生市のあいおい白龍城の2施設のみ。ただし、交流施設とマリーナは管理者が異なる別施設。）。うみんぴあ大飯自体は観光を中心とした産業団地となっており、第三セクター「わかさ大飯マリンワールド株式会社」(法人番号：1210001014175)が管理している。

## 施設

### 駐車場
- 普通車：6か所576台（道の駅としての台数は29台[6]、以下同じ）
- 大型車：4か所29台（4台[2][6]）
- 身障者用：3か所8台（3台[2][6]）

### 道の駅
- 道の駅うみんぴあ大飯[13]
  - 特産品販売（9:00 - 18:00）[6]
  - フードコート（10:00 - 15:00）[6]

#### 管理団体
- 設置者：おおい町
- 指定管理者：株式会社おおい[14]（道の駅うみんぴあ大飯）[2]

### 隣接施設
- 福井県こども家族館
- エルガイアおおい[7][15][16] - 関西電力のPR施設でエネルギーと宇宙をテーマにしている。関西電力原子力研修センター（おおい）との共同施設。
- ホテルうみんぴあ
- 観光船「青戸クルージング」[9]
- ホームプラザ ナフコ おおい店
- サニーハーバーマルシェ (高浜町に本社を置くスーパーマーケット)
- ゲンキー
- クリハラント 若狭営業所・若狭訓練センター
- マリーナ[13]
管理者は、芦屋マリーナ等各地でマリーナを運営する株式会社マリーナジャパン[17]
- SEE SEA PARK（シーシーパーク、複合商業施設・10:00 - 22:00）[9][18]
  - 2022年（令和4年）7月16日に開業[8][19]。SEE SEA WESTとSEE SEA EAST[19]、SEE SEA FORESTの3棟で構成。当初は2021年（令和3年）に開業を予定していたが延期となっていた[7]。なお、「SEA SEA PARK」の整備にあたっては、関西電力大飯発電所1号機・2号機の廃炉にともなう交付金が活用されている[18]。

## 休館日
- 道の駅うみんぴあ大飯：第1・第3月曜日（祝日の場合は翌日、夏休み期間は無休）[6]、年末年始[6]
- エルガイアおおい：毎週月曜日（祝日の場合は翌日）[16]、年末年始
- SEA SEA PARK：毎週水曜日、年末年始

## アクセス
- 国道27号 - 登録路線
- E27 舞鶴若狭自動車道 小浜西ICより約5分。
- 西日本旅客鉄道（JR西日本）小浜線 若狭本郷駅より徒歩約15分。

## 周辺
- 青戸の大橋
- 長井浜海水浴場